# ضريح ضرار بن الأزور
مقام وضريح الصّحابي ضرار بن الأزور، يقع في بلدة دير علا في منطقة الأغوار الوسطى، شمال غرب الأردن، وهو عبارة عن مسجد حديث، وساحة واسعة، وحديقة تزيّنها الأشجار المعمّرة وأشجار الزيتون والنخيل، وضريح يُنسَب للصّحابي ضرار بن الأزور والذي يستقطب الآلاف من الزوّار الأردنيين والمسلمين من العرب والأجانب من مختلف الطوائف في مناسبات مختلفة.